# 德國磁浮試驗線碰撞事故

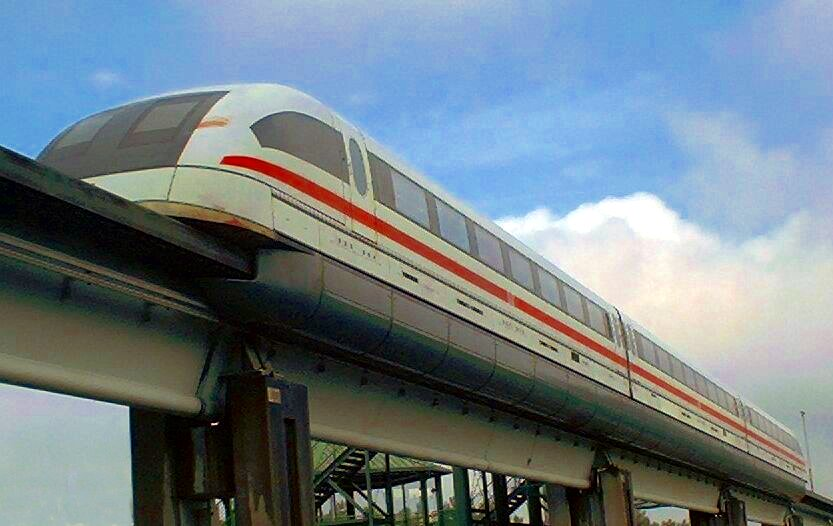
跟事故電車同款的磁浮車輛。

德國磁浮試驗線碰撞事故，乃發生於當地時間2006年9月22日10時0分，Transrapid公司聯接拉滕和德爾彭的試驗線磁浮車輛撞上軌道上的工程車，造成23人死亡的嚴重事故。這是磁浮車輛在歷史上的第一宗致命意外。

## 事故概要
事故地點位置德国西北部林根市，事發前，載有30人的肇事列車，以超過時速200公里運行，撞上軌道上維修車輛。當地警方已經證實有23人死亡。

## 外部連結
- 德國磁懸浮列車脫軌23人死亡（BBC中文網） （页面存档备份，存于）
- 更多事故相关照片（BBC英国網） （页面存档备份，存于）
- Transrapid国际（TRI）官方网站